# Arthur Barrow
Arthur Barrow (San Antonio, 1952) è un bassista e tastierista statunitense.
Figlio di un pianista, da giovanissimo acquistò la sua prima chitarra e si appassionò alla musica di Jimi Hendrix e Frank Zappa suonando loro cover in band locali. A diciotto anni iniziò anche a studiare organo e composizione rimanendo impressionato da autori quali Béla Bartók, Karlheinz Stockhausen, John Coltrane e Stanley Carter.
Dopo il diploma si recò a Los Angeles per iniziare la carriera professionistica e con il preciso obiettivo di suonare con Zappa, del quale dichiara di essere stato un avido ascoltatore. In quel periodo, comunque, incontra Robbie Krieger ed incide le parti di sintetizzatore per l'album An American Prayer dei Doors.
Nel 1978, dopo un'audizione, il sogno di suonare con Zappa si avvera. Da allora apparirà in numerose incisioni e tour del musicista di Baltimora.
Ha collaborato con Giorgio Moroder per vari album e colonne sonore ed è stato arrangiatore per artisti fra i quali: Joe Cocker, Diana Ross, Billy Idol, Berlin e The Motels.
Nel 1985 ha inaugurato un suo studio di registrazione a Los Angeles ed ha prodotto e composto vari album e colonne sonore (tra cui quelle per i film muti Torrent di Monta Bell e Il cameraman di Edward Sedgwick).
Con Zappa ha suonato nei seguenti album:
- Joe's Garage
- Tinseltown Rebellion
- Shut Up 'N' Play Yer Guitar
- You Are What You Is
- Ship Arriving Too Late To Save A Drowning Witch
- The Man From Utopia
- Them Or Us
- Thing-Fish
- You Can't Do That On Stage Anymore vol 1
- You Can't Do That On Stage Anymore vol 4
- You Can't Do That On Stage Anymore vol 6
- I Don't Wanna Get Drafted (singolo)